# Тамаш Мезеї (водне поло)
Тамаш Мезеї (угор. Tamás Mezei, 14 вересня 1990) — угорський ватерполіст.
Призер Олімпійських Ігор 2020 року.